# Liste des MF 88
Cette page est une annexe de l'article « MF 88 ».

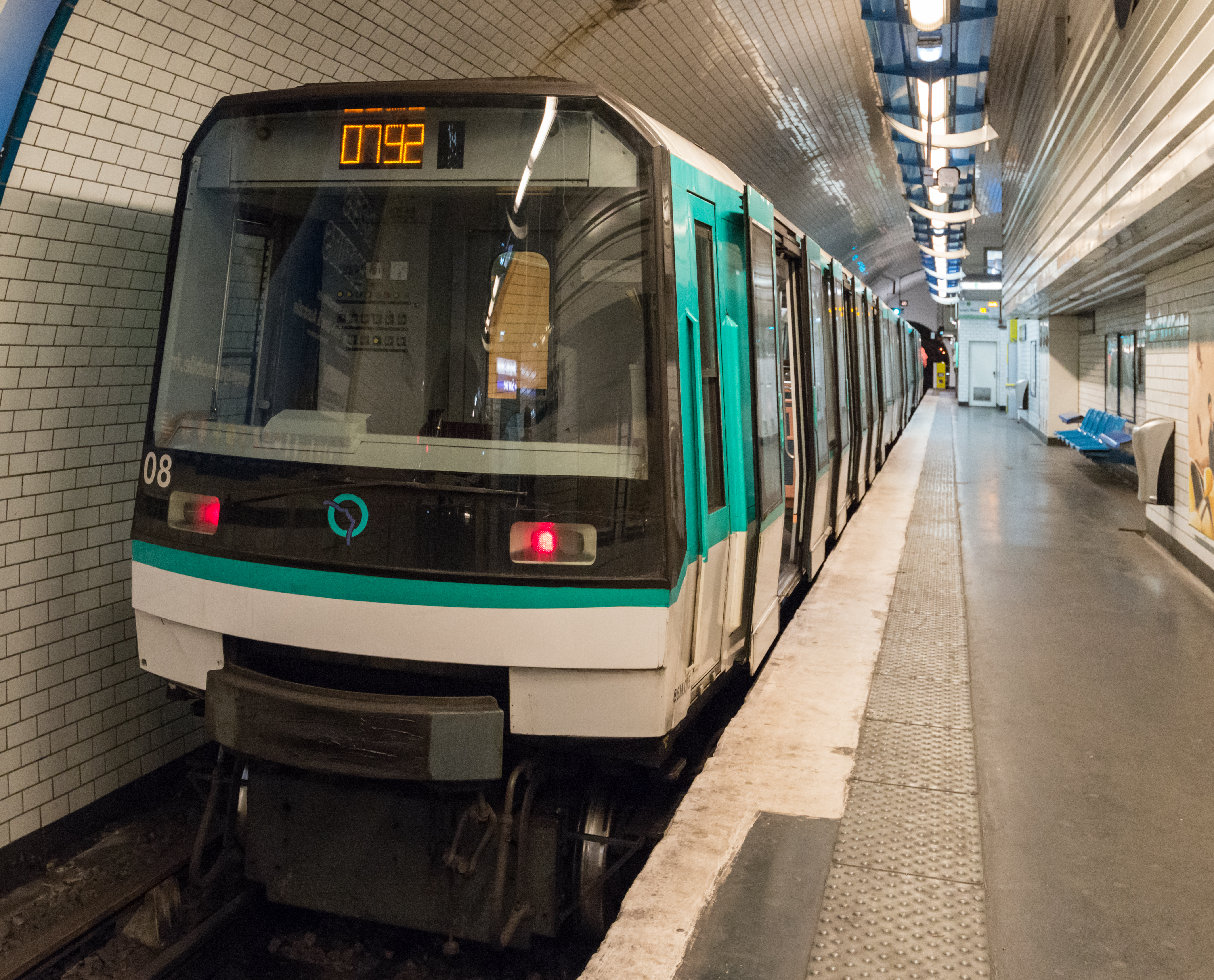
Rame MF 88 à la station Pré-Saint-Gervais en 2014.

Cette liste recense les éléments du parc de MF 88, matériel roulant de la Régie autonome des transports parisiens (RATP) circulant sur la ligne 7 bis du métro de Paris.

## État du matériel
Le MF 88 est présent sur la seule ligne 7 bis. Seules huit rames ont longtemps circulé, la neuvième, qui a subi un déraillement, ayant été écartée du service commercial ; ses pièces détachées ont alors servi à l'entretien des rames en circulation. Elle est revenue en ligne en 2009, après la modification de sa composition et un échange de caisses avec d'autres éléments. La rame 06 a été réformée en 2013 pour équiper en pièces de rechange (en quantité très limitée, le type MF 88 étant constitué d'un faible nombre de rames) les huit autres. La remorque B.006 a été intégralement démontée de ses équipements et entreposée aux ateliers de Choisy en juin 2013. Les motrices, faute d'avoir été permutées avec d'autres rames, ont suivi la remorque en juillet et septembre 2013. Il n'existe plus de rame 06.
| Numéro | Composition             | Mise en service    | Radiation        | Livrée | Ligne        | Particularité |
| ------ | ----------------------- | ------------------ | ---------------- | ------ | ------------ | --- |
| 01     | 88M.017—88B.001—88M.002 | 12 août 1993       | -                | RATP   | (M) · (7bis) | Rame inaugurée et présentée au public le 29 décembre 1992. 88M.017 en provenance de la rame 09.                                  |
| 02     | 88M.001—88B.002—88M.014 | Entre 1993 et 1994 | -                | RATP   | (M) · (7bis) | 88M001 en provenance de la rame 01. 88M.014 en provenance de la rame 07.                                                         |
| 03     | 88M.005—88B.003—88M.006 | Entre 1993 et 1994 | -                | RATP   | (M) · (7bis) | |
| 04     | 88M.007—88B.004—88M.008 | Entre 1993 et 1994 | -                | RATP   | (M) · (7bis) | |
| 05     | 88M.009—88B.005—88M.010 | Entre 1993 et 1994 | -                | RATP   | (M) · (7bis) | |
| 06     | 88M.011—88B.006—88M.012 | Entre 1993 et 1994 | 8 septembre 2013 | RATP   | -            | Rame retirée du service. Les trois caisses ont été démontées aux ateliers de Choisy et sont entreposées en cas de besoins futurs |
| 07     | 88M.013—88B.007—88M.004 | Entre 1993 et 1994 | -                | RATP   | (M) · (7bis) | 88M.004 en provenance de la rame 02.                                                                                             |
| 08     | 88M.015—88B.008—88M.016 | Entre 1993 et 1994 | -                | RATP   | (M) · (7bis) | |
| 09     | 88M.003—88B.009—88M.018 | Entre 1993 et 1994 | -                | RATP   | (M) · (7bis) | 88M.003 en provenance de la rame 02.                                                                                             |